# Антураж (фільм)
«Антураж» (англ. Entourage) — американська кінокомедія режисера, продюсера і сценариста Даґа Елліна, що вийшла 2015 року. У головних ролях Кевін Конноллі, Адріан Ґреньє, Кевін Діллон. Стрічка є продовженням однойменного телесеріалу (2004–2011).
Вперше фільм продемонстрували 27 травня 2015 року у США. В Україні у кінопрокаті показ фільму розпочався 30 липня 2015 року.

## Сюжет
Молода кінозірка Голлівуду Вінсент Чейз тепер хоче спробувати себе у ролі режисера фільму. Його продюсер Арі Ґолд, будучи головою компанії, виділяє 100 мільйонів доларів на перший фільм під керівництвом Вінсента. Проте фільм виявився дорожчим і перед ними постає питання де знайти гроші.

## Творці фільму

### Знімальна група
Кінорежисер — Даґ Еллін, сценаристом був Даґ Еллін, кінопродюсерами — Даґ Еллін, Стівен Левінсон і Марк Волберг, виконавчими продюсерами — Вейн Кармона і Стівен Мнучин. Кінооператор — Стівен Фірберґ, кіномонтаж: Джефф Ґрот. Підбір акторів — Сьюзен Палей Абрамсон, Шейла Джаффе, Міккі Паскаль, Дженніфер Раднік, художник-постановник: Чейз Гарлен, художник по костюмах — Олівія Майлз.

### У ролях
| Актор               | Роль                                                   |
| ------------------- | ------------------------------------------------------ |
| Кевін Конноллі      | Ерік Мерфі, друг і менеджер Вінсента                   |
| Адріан Ґреньє       | Вінсент Чейз, молода кінозірка Голлівуду, друг Еріка   |
| Кевін Діллон        | Джонні "Драма" Чейз, старший брат Вінсента             |
| Джеррі Феррара      | Сальваторе "Черепаха" Ассанте, друг дитинства Вінсента |
| Джеремі Півен       | Арі Ґолд, агент Вінсента                               |
| Еммануель Шрікі     | Слоун                                                  |
| Перрі Рівз          | Меліса Голд                                            |
| Дебі Мейзар         | Шона                                                   |
| Гейлі Джоел Осмент  | Тревіс Маккредл                                        |
| Кід Каді            | Аллен, асистент Арі                                    |
| Алан Дейл           | Джон Елліс                                             |
| Біллі Боб Торнтон   | Ларсен МакКредл, один із спонсорів фільму              |
| Еліс Ів             | Софі                                                   |
| Мартін Ландау       | Боб Райан                                              |
| Доменік Ломбардоцці | Дом                                                    |
| Джуді Грір          | кастинг-директор                                       |

### Камео
Зіграли вигадані версії самих себе:
- Джессіка Альба
- Ніна Агдал
- Девід Аркетт
- Том Бреді
- Ронда Роузі
- Майк Тайсон
- Стів Неш
- Воррен Баффет
- Гері Б'юзі
- Common
- Берон Девіс
- Девід Фаустіно
- Джон Фавро
- Келсі Греммер
- Армі Гаммер
- Кельвін Гарріс
- Тьєррі Анрі
- Грег Луганіс
- Марія Менунос
- Ліам Нісон
- Ед О'Нілл
- Емілі Ратаковскі
- Майк Річардс
- Річард Шифф
- Девід Спейд
- Джордж Такеї
- Марк Волберг
- Фаррелл Вільямс

## Сприйняття

### Критика
Фільм отримав переважно негативні відгуки: Rotten Tomatoes дав оцінку 32 % на основі 175 відгуків від критиків (середня оцінка 4,7/10) і 65 % від глядачів зі середньою оцінкою 3,6/5 (28 990 голосів). Загалом на сайті фільми має змішаний рейтинг, фільму зарахований «гнилий помідор» від кінокритиків, проте «попкорн» від глядачів, Internet Movie Database — 6,8/10 (39 442 голоси), Metacritic — 38/100 (40 відгуків критиків) і 5,2/10 від глядачів (119 голосів). Загалом на цьому ресурсі від критиків фільм отримав негативні відгуки, а від глядачів — змішані.

### Касові збори
Під час показу у США, що розпочався 3 червня 2015 року, протягом першого тижня фільм показали у 3 108 кінотеатрах і він зібрав 10 283 250 $, що на той час дозволило йому зайняти 4 місце серед усіх прем'єр. Показ фільму тривав 72 дні (10,3 тижня) і завершився 13 серпня 2015 року, зібравши за цей час у прокаті у США 32 363 404 доларів США, а у решті світу 12 200 000 $ (за іншими даними 13 861 922 $), тобто загалом 44 563 404 доларів США (за іншими даними 46 225 326 $) при бюджеті 27,5 млн доларів США.

## Музика
Саундтрек вийшов 2 червня 2015 року на лейблі «WaterTower Music».
| Список треків | Список треків       | Список треків                       | Список треків |
| #             | Назва               | Виконавець                          | Тривалість    |
| ------------- | ------------------- | ----------------------------------- | ------------- |
| 1.            | «Figure It Out»     | Royal Blood                         | 3:03          |
| 2.            | «Superhero»         | Jane s Addiction                    | 3:58          |
| 3.            | «Drop»              | Diplo & DJ Snake feat. Big Freedia  | 3:50          |
| 4.            | «Push»              | A-Trak feat. Andrew Wyatt           | 3:31          |
| 5.            | «Darkness»          | Du Tonc                             | 4:39          |
| 6.            | «Hunter»            | Pharrell Williams                   | 4:00          |
| 7.            | «Give Up The Goods» | Just Step, Mobb Deep feat. Big Noyd | 4:04          |
| 8.            | «What Would U Do?»  | Tha Dogg Pound                      | 5:10          |
| 9.            | «Bells»             | Allison Taylor                      | 3:46          |
| 10.           | «Elephant»          | Tame Impala                         | 3:31          |
| 11.           | «We Fly High»       | Jim Jones                           | 3:54          |
| 12.           | «Superthug»         | Noreaga                             | 5:00          |
| 13.           | «I Need My Girl»    | The National                        | 4:06          |
| 14.           | «Feel So Good»      | Mase                                | 3:15          |

## Дубляж українською мовою
Дублювання українською мовою зроблено студією «Postmodern». Режисером дубляжу був Павло Скороходько, звукорежисер — Антон Семикопенко, звукорежисер перезапису — Максим Пономарчук.
Ролі озвучили: Юрій Ребрик, Юрій Кудрявець, Павло Скороходько, Андрій Мостренко, Олександр Погребняк, Андрій Федінчик, Олег Лепенець, Наталія Романько-Кисельова і Катерина Буцька.

### Виноски
1. 1 2  Entourage: Release Info (англ.). Internet Movie Database. Архів оригіналу за 31 травня 2015. Процитовано 21 жовтня 2015.
2. 1 2  Антураж. Kino-teatr.ua. Архів оригіналу за 18 листопада 2015. Процитовано 21 жовтня 2015.
3. 1 2  Anthony D'Alessandro, Anita Busch (15 липня 2015). ‘Jurassic World’ Domestic Record $208.8M Bow Lifts Industry – Box Office Final (англ.). Deadline. Архів оригіналу за 15 червня 2015. Процитовано 21 жовтня 2015.
4. 1 2 3 4  Entourage (англ.). Box Office Mojo. Архів оригіналу за 23 жовтня 2015. Процитовано 21 жовтня 2015.
5. 1 2 3 4  Entourage (2015) (англ.). The Numbers. Архів оригіналу за 23 жовтня 2015. Процитовано 21 жовтня 2015.
6. 1 2  Entourage (англ.). Internet Movie Database. Архів оригіналу за 22 жовтня 2015. Процитовано 21 жовтня 2015.
7. ↑  Entourage (2015) (англ.). AllMovie. Архів оригіналу за 22 жовтня 2015. Процитовано 21 жовтня 2015.
8. ↑  Entourage: Full Cast & Crew (англ.). Internet Movie Database. Архів оригіналу за 29 березня 2015. Процитовано 21 жовтня 2015.
9. ↑  Acuna, Kirsten (3 червня 2015). Here are all the celebrity cameos in the 'Entourage' movie. Business Insider. Архів оригіналу за 1 серпня 2015. Процитовано 22 липня 2015.
10. ↑  Entourage (англ.). Rotten Tomatoes. Архів оригіналу за 24 жовтня 2015. Процитовано 21 жовтня 2015.
11. ↑  Entourage (англ.). Metacritic. Архів оригіналу за 5 листопада 2015. Процитовано 21 жовтня 2015.
12. ↑  filmmusicreporter (9 травня 2015). ‘Entourage’ Movie Soundtrack Details (англ.). Film Music Reporter. Архів оригіналу за 26 вересня 2015. Процитовано 21 жовтня 2015.
13. ↑  Various – Entourage - Original Motion Picture Soundtrack (англ.). Discogs. Архів оригіналу за 22 березня 2016. Процитовано 21 жовтня 2015.
14. ↑  Entourage: Original Motion Picture Soundtrack (Explicit) (англ.). Amazon.com, Inc. Процитовано 21 жовтня 2015.
15. ↑  Entourage (англ.). Postmodern LLC. Архів оригіналу за 23 листопада 2015. Процитовано 23 листопада 2015.